# Piano (Commezzadura)
Piano (IPA: /ˈpjano/, Pian in solandro) è una frazione del comune di Commezzadura in provincia autonoma di Trento.

## Storia

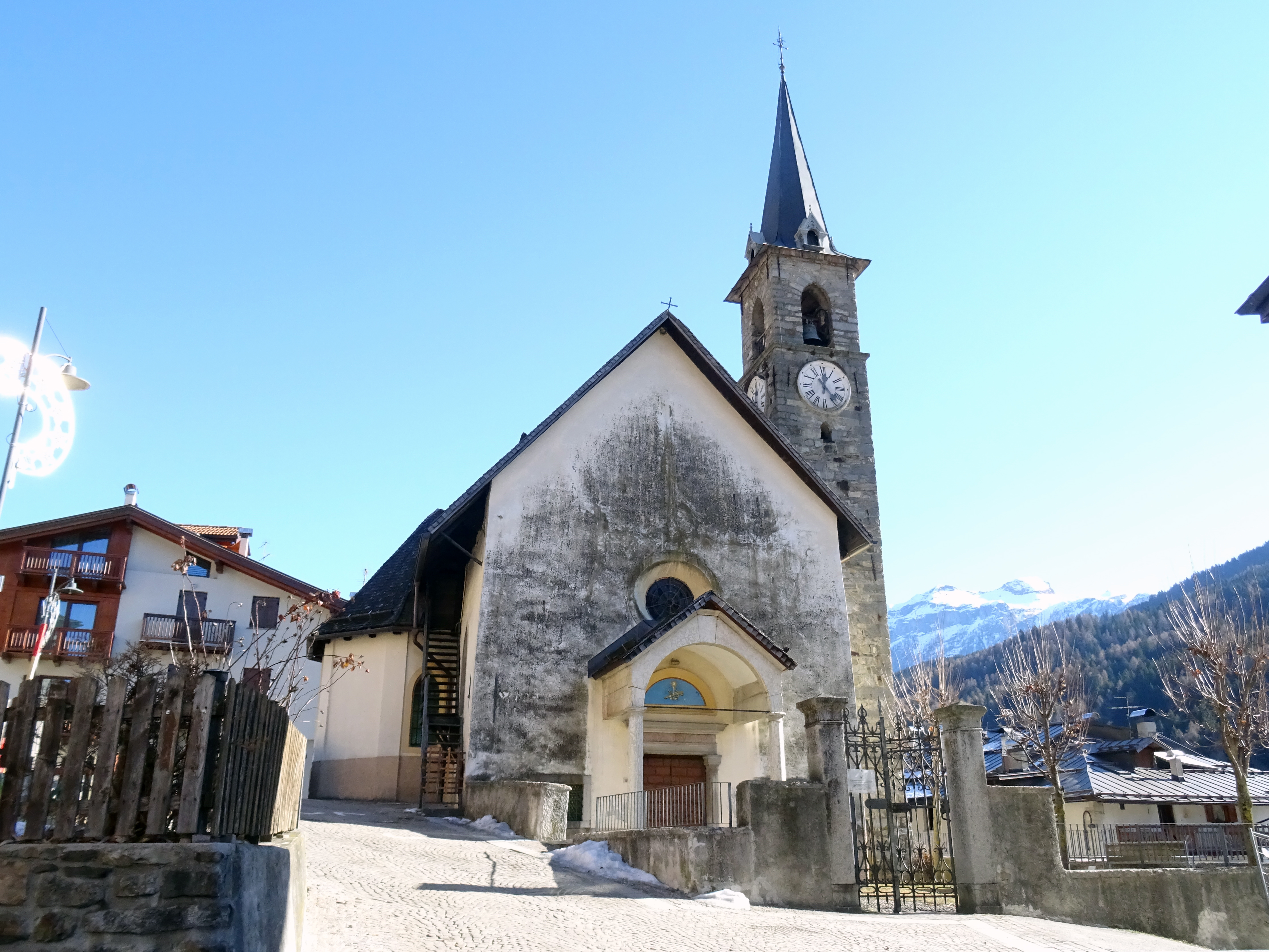
La chiesa di San Giuseppe

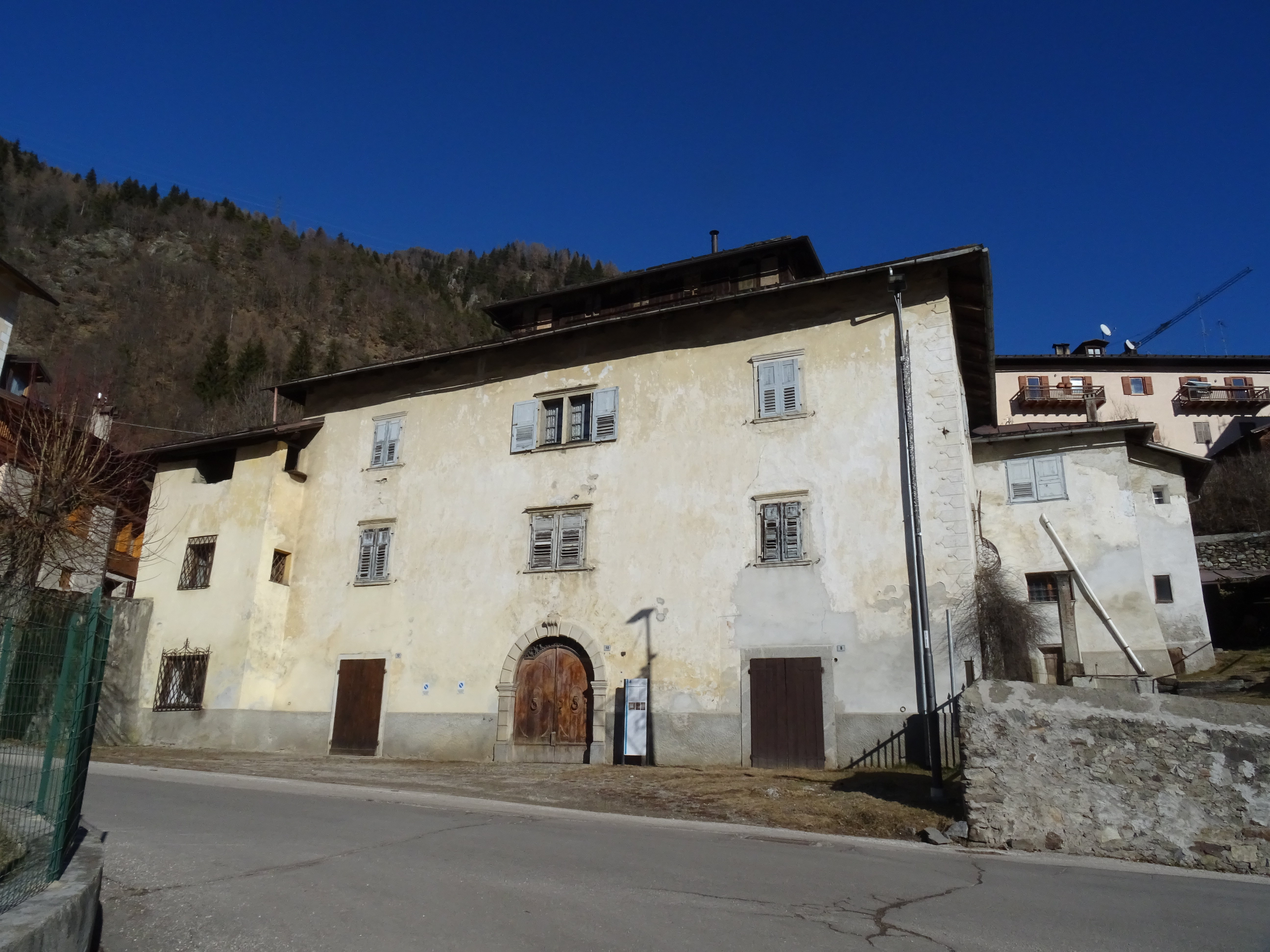
La casa Rossi-Podetti

Piano è stato comune autonomo fino al 1928, anno in cui venne aggregato a Commezzadura.

## Monumenti e luoghi d'interesse

### Architetture religiose
- Chiesa di San Giuseppe, edificata nel 1650.[3]

## Infrastrutture e trasporti

### Ferrovie
Piano dispone della Stazione di Piano di Commezzadura che si trova sulla linea Trento-Malé-Mezzana.